# Kim Ju-ae
Kim Ju-ae (김주애?, Gim JuaeLR, Kim ChuaeMR; Pyongyang, 19 febbraio 2013) è la figlia del dittatore della Corea del Nord Kim Jong-un e di sua moglie Ri Sol-ju.

## Biografia
Non si conoscono con certezza la data né il luogo di nascita di Kim Ju-ae, ma si ritiene che sia avvenuta fra il 2012 e il 2013, secondo altre fonti il 19 febbraio 2013. La madre, Ri Sol-ju, non è apparsa sui media nordcoreani durante il 2012, un'assenza che è stata successivamente attribuita alla sua gravidanza. Fuori dalla Corea del Nord, il nome di Ju-ae è stato reso noto dal cestista Dennis Rodman, amico del leader nordcoreano, che ha dichiarato di averla conosciuta durante un viaggio nel paese nel 2012, e si è congratulato con Kim Jong-un definendolo un "buon papà". Si ritiene che Kim Ju-ae abbia un fratello maggiore nato nel 2010 e un fratello minore di sesso sconosciuto nato nel 2017.
La prima apparizione pubblica di Kim Ju-ae risale al novembre del 2022, quando accompagna il padre al lancio di un missile balistico. I media di stato inizialmente si riferivano a lei come la "figlia amata" di Kim Jong Un, ma successivamente hanno cominciato a usare l'aggettivo "rispettata", riservato solo ai membri più onorati della società nordcoreana. Alcuni analisti ritengono che le sue apparizioni pubbliche costituiscano un tentativo di presentare la famiglia Kim come una sorta di monarchia assoluta, mentre altri ipotizzano che possa essere una risposta alle rivalità presenti all'interno del governo nordcoreano. Secondo i servizi segreti sudcoreani è possibile che sia stata scelta per succedere al padre, il che la renderebbe la prima donna a ricoprire il ruolo di Leader Supremo, ma è ancora prematuro affermarlo con certezza. Il 18 febbraio del 2023 ha partecipato insieme al padre a una festa per l'anniversario della nascita di Kim Jong Il. È apparsa nuovamente in pubblico il 9 settembre dello stesso anno, durante una parata per il 75º anniversario della Giornata della fondazione della Repubblica. Era presente accanto a suo padre alle celebrazioni per il Capodanno del 2024 allo Stadio del Primo Maggio di Pyongyang.

## Famiglia
|             |   |              | Genitori |  |  | Nonni |  |  | Bisnonni    |  |  | Trisnonni     |  |
|             |   |              |          |  |  |       |  |  | Kim Il-sung |  |  | Kim Hyong-Jik |  |
|             |   |              |          |  |  |       |  |  | Kim Il-sung |  |  | Kim Hyong-Jik |  |
|             |   | Kang Pak-sok |          |  |  |       |  |  | Kim Il-sung |  |  |               |  |
| Kim Jong-il |   |              |          |  |  |       |  |  | Kim Il-sung |  |  |               |  |
|             |   | Kim Jong-suk | …        |  |  |       |  |  |             |  |  |               |  |
|             |   | Kim Jong-suk | …        |  |  |       |  |  |             |  |  |               |  |
|             |   | Kim Jong-suk | …        |  |  |       |  |  |             |  |  |               |  |
| Kim Jong-un |   | Kim Jong-suk |          |  |  |       |  |  |             |  |  |               |  |
|             |   | Ko Gyon-tek  | …        |  |  |       |  |  |             |  |  |               |  |
|             |   | Ko Gyon-tek  | …        |  |  |       |  |  |             |  |  |               |  |
|             |   | Ko Gyon-tek  | …        |  |  |       |  |  |             |  |  |               |  |
| Ko Yong-hui |   | Ko Gyon-tek  |          |  |  |       |  |  |             |  |  |               |  |
|             |   | …            | …        |  |  |       |  |  |             |  |  |               |  |
|             |   | …            | …        |  |  |       |  |  |             |  |  |               |  |
|             |   | …            | …        |  |  |       |  |  |             |  |  |               |  |
| Kim Ju-ae   |   | …            |          |  |  |       |  |  |             |  |  |               |  |
|             | … | …            |          |  |  |       |  |  |             |  |  |               |  |
|             | … | …            |          |  |  |       |  |  |             |  |  |               |  |
|             | … | …            |          |  |  |       |  |  |             |  |  |               |  |
| …           | … |              |          |  |  |       |  |  |             |  |  |               |  |
|             |   | …            | …        |  |  |       |  |  |             |  |  |               |  |
|             |   | …            | …        |  |  |       |  |  |             |  |  |               |  |
|             |   | …            | …        |  |  |       |  |  |             |  |  |               |  |
| Ri Sol-ju   |   | …            |          |  |  |       |  |  |             |  |  |               |  |
|             |   | …            | …        |  |  |       |  |  |             |  |  |               |  |
|             |   | …            | …        |  |  |       |  |  |             |  |  |               |  |
|             |   | …            | …        |  |  |       |  |  |             |  |  |               |  |
| …           |   | …            |          |  |  |       |  |  |             |  |  |               |  |
|             |   | …            | …        |  |  |       |  |  |             |  |  |               |  |
|             |   | …            | …        |  |  |       |  |  |             |  |  |               |  |
|             |   | …            | ?        |  |  |       |  |  |             |  |  |               |  |
|             |   | …            |          |  |  |       |  |  |             |  |  |               |  |